# Franklyn Farnum

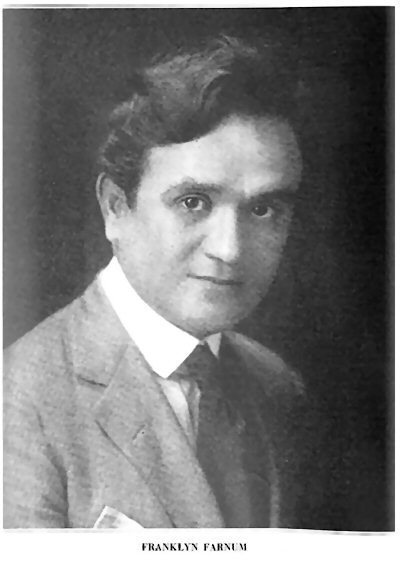
Franklyn Farnum (um 1911)

Franklyn Farnum (* 5. Juni 1878 in Boston, Massachusetts; † 4. Juli 1961 in Woodland Hills, Kalifornien; eigentlich William Smith) war ein US-amerikanischer Schauspieler und Varieté-Künstler. Er war weder verwandt noch verschwägert mit den bekannteren und erfolgreicheren Showgrößen Dustin Farnum (1874–1929) und William Farnum (1876–1953), die ebenfalls aus Boston stammten.

## Leben
Franklyn Farnum soll bereits als Zwölfjähriger auf Vaudeville-Bühnen aufgetreten sein. Nach 1914 kam er zum Film, wo er zwischen 1916 und 1961 in über 460 Produktionen mitwirkte. Bereits 1917 konnte er in dem Film Anything Once eine Hauptrolle einnehmen. In der Stummfilmzeit war Farnum überwiegend in Western-Filmen vertreten, die meisten davon waren schnell und billig produzierte kleinere Filme. Als Westernheld war seine Verkörperung des Cowboys eher an dem von William S. Hart geprägten herben Typus orientiert, als an dem künstlicheren Typus, der mit dem Namen Tom Mix verbunden wird. Nach 1925 unterbrach Farnum seine Filmkarriere, kehrte jedoch 1930 zum nunmehr florierenden Tonfilm zurück. Nicht zuletzt wegen seines fortgeschrittenen Alters war er jetzt weitgehend auf Nebenrollen reduziert, in späteren Jahren war er häufig nur noch als Komparse beteiligt. 
Farnum spielte als einziger Schauspieler in sechs Filmen mit, die mit einem Oscar für den besten Film ausgezeichnet wurden. Die preisgekrönten Filme waren: Das verlorene Wochenende, Tabu der Gerechten, Alles über Eva, In 80 Tagen um die Welt, Das Leben des Emile Zola und Die größte Schau der Welt. In allen sechs Filmen waren seine Auftritte allerdings so klein, dass er nicht im Abspann erwähnt wurde. Weitere bekannte Filme mit Beteiligung Farnums waren die Western Der Held der Prärie (1936 uraufgeführt) von Cecil B. DeMille, Boulevard der Dämmerung (1950) von Billy Wilder und Ringo (1939) von John Ford. Letztgenannter Film war nicht nur ein Revival des Westerns und Startschuss der großen Tonfilmwestern-Produktionen Hollywoods, sondern bot auch ein Stelldichein zahlreicher ehemaliger Stars der Stummfilmwestern-Szene.
Farnum war langjährig Präsident der US-amerikanischen Gewerkschaft der Filmkomparsen (Screen Extras Guild). Aus einer ersten Ehe mit Mary E. Casey ging die 1898 geborene Tochter Martha Lilian Smith hervor. Nach einer zweiten Ehe mit Ehefrau Edith war Farnum im Jahr 1918 kurzzeitig mit der Schauspielerkollegin Alma Rubens verheiratet. Diese Ehe, die einige öffentliche Aufmerksamkeit hervorrief, wurde jedoch nach knapp einem Monat wieder geschieden.

## Filmografie (Auswahl)
- 1916: The Heart of a Show Girl
- 1918: The Vanity Pool
- 1919: The Cowboy and the Rajah
- 1919: The Two Doyles
- 1923: It Happened Out West
- 1925: Billy the Kid
- 1934: The Lone Rider
- 1935: Die Goldgräber von 1935 (Gold Diggers of 1935)
- 1936: Der Held der Prärie (The Plainsman)
- 1937: Fluß der Wahrheit (God’s Country and the Woman)
- 1937: Schiffbruch der Seelen (Souls at Sea)
- 1937: … und ewig siegt die Liebe (History Is Made at Night)
- 1937: Das Leben des Emile Zola (The Life of Emile Zola)
- 1938: Vivacious Lady
- 1938: Mein Mann, der Cowboy (The Cowboy and the Lady)
- 1939: Ringo (Stagecoach)
- 1939: Damals in Hollywood (Hollywood Calvacade)
- 1940: Der Draufgänger (Boom Town)
- 1941: Hier ist John Doe (Meet John Doe)
- 1941: This Woman Is Mine
- 1942: Meine Frau, die Hexe (I Married a Witch)
- 1942: Silver Queen
- 1944: The White Cliffs of Dover
- 1945: Polonaise (A Song to Remember)
- 1945: Incendiary Blonde
- 1945: Weekend im Waldorf (Week-End at the Waldorf)
- 1945: Over 21
- 1945: Das verlorene Wochenende (The Lost Weekend)
- 1946: Mutterherz (To Each His Own)
- 1947: Mit Gesang geht alles besser (Welcome Stranger)
- 1947: Pauline, laß das Küssen sein (The Perils of Pauline)
- 1947: Das Lied vom dünnen Mann (Song of the Thin Man)
- 1947: Tabu der Gerechten (Gentleman’s Agreement)
- 1947: Brennende Grenze (The Fabulous Texan)
- 1947: Daisy Kenyon
- 1947: Der Weg nach Rio (Road to Rio)
- 1947: Der Senator war indiskret (The Senator Was Indiscreet)
- 1947: Hoppla, hier kommt Merton! (Merton of the Movies)
- 1947: Black Gold
- 1948: Der Herr der Silberminen (Silver River)
- 1948: My Dear Secretary
- 1948: Liebe an Bord (Luxury Liner)
- 1948: Der Rächer der Todesschlucht (Albuquerque)
- 1948: Die schwarze Maske (Black Bart)
- 1948: Die bronzene Göttin (The Velvet Touch)
- 1948: Der Rächer von Los Angeles (Old Los Angeles)
- 1948: Die Plünderer von Nevada (The Plunderers)
- 1949: Vor verschlossenen Türen (Knock on Any Door)
- 1949: In letzter Sekunde (The Fighting Kentuckian)
- 1949: Verlorenes Spiel (East Side, West Side)
- 1949: Überfall auf Expreß 44 (The Last Bandit)
- 1949: Sumpf des Verbrechens (Scene of the Crime)
- 1949: Leicht französisch (Slightly French)
- 1949: Weiße Banditen (Stampede)
- 1949: Tödlicher Sog (Undertow)
- 1949: Zweikampf am Red River (Massacre River)
- 1949: Die Todeskurve (The Big Wheel)
- 1949: Flitterwochen mit Hindernissen (Tell it to the Judge)
- 1949: Spielfieber (The Lady Gambles)
- 1949: Die Stadt der rauhen Männer (Fighting Man of the Plains)
- 1950: Die Todesschlucht von Arizona (The Cariboo Trail)
- 1950: Tanzen ist unser Leben – Let’s Dance (Let’s Dance)
- 1950: Entgleist (No Man of Her Own)
- 1950: Alles über Eva (All About Eve)
- 1950: Boulevard der Dämmerung (Sunset Blvd.)
- 1950: The Daughter of Rosie O’Grady
- 1950: Zwischen zwei Frauen (Bright Leaf)
- 1950: Der einsame Champion (Right Cross)
- 1950: Gefährliche Mission (Wyoming Mail)
- 1950: Das skandalöse Mädchen (The Petty Girl)
- 1950: In der Hölle von Missouri (California Passage)
- 1950: Cowboyrache in Oklahoma (Sierra Passage)
- 1950: Mein Leben gehört mir (A Life of Her Own)
- 1951: Auf Bewährung freigelassen (The Company She Keeps)
- 1951: Hübsch, jung und verliebt (Rich, Young and Pretty)
- 1951: The Man from Planet X
- 1951: Cornelia tut das nicht (Elopement)
- 1951: Der Prügelknabe (The Stooge)
- 1951: Verfolgt (Tomorrow Is Another Day)
- 1951: Unsichtbare Gegner (Santa Fe)
- 1951: Strandräuber in Florida (The Barefoot Mailman)
- 1951: The Groom Wore Spurs
- 1952: Die Spielhölle von Las Vegas (The Las Vegas Story)
- 1952: Die größte Schau der Welt (The Greatest Show on Earth)
- 1952: Meuterei auf dem Piratenschiff (Mutiny)
- 1952: Paula (Paula)
- 1952: Nur für Dich (Just for You)
- 1952: An der Spitze der Apachen (The Half-Breed)
- 1952: Männer machen Mode (Lovely to Look At)
- 1952: Tommy macht das Rennen (Boots Malone)
- 1952: Die Schönste von Montana (Montana Belle)
- 1952: Die Stahlfalle (The Steel Trap)
- 1952: Lady Rotkopf (The Golden Hawk)
- 1952: Die schwarze Isabell (Captain Pirate)
- 1952: Der tote Zeuge (Operation Secret)
- 1952: Models Inc.
- 1952: Geborgtes Glück (Invitation)
- 1952: Endstation Mars (Red Planet Mars)
- 1953: Durch die gelbe Hölle (Destination Gobi)
- 1953: Du bist so leicht zu lieben (Easy to Love)
- 1953: Der Tolpatsch (The Caddy)
- 1953: Der unheimliche Untermieter (Man in the Attic)
- 1953: Starr vor Angst (Scared Stiff)
- 1953: Unschuldig gejagt (No Escape)
- 1955: Jenseits von Eden (East of Eden)
- 1955: Schwere Jungs – leichte Mädchen (Guys and Dolls)
- 1956: Die Frau im goldenen Cadillac (The Solid Gold Cadillac)
- 1956: In 80 Tagen um die Welt (Around the World in Eighty Days)
- 1957: Ein süßer Fratz (Funny Face)
- 1957: Zeugin der Anklage (Witness for the Prosecution)
- 1958: Babys auf Bestellung (The Tunnel of Love)
- 1958: Verdammt sind sie alle (Some Came Runnin)
- 1959: Bettgeflüster (Pillow Talk)
- 1959: Sensation auf Seite 1 (The Story on Page One)
- 1960: Mitternachtsspitzen (Midnight Lace)